# 昌道郡
昌道郡（チャンドぐん）は朝鮮民主主義人民共和国江原道に属する郡。

## 地理
北朝鮮統治下の江原道東南部に位置する。太白山脈の西側に位置し、北漢江が郡内を流れる。
東に金剛郡、北に淮陽郡、西に金化郡と接する。南は軍事境界線を隔てて大韓民国統治下の江原特別自治道楊口郡である。

## 行政区画
1邑・16里を管轄する。
| - 昌道邑 - 曲山里 - 交州里 - 九龍里 - 金山里 - 堂山里 - 大白里 - 鳴牛里 - 泗東里 | - 山月里 - 城桃里 - 松浦里 - 新成里 - 長県里 - 支石里 - 楸田里 - 板橋里 |

## 歴史
三国史記の通口・岐城に比定される地域である、
1952年12月、北朝鮮の行政区画再編によって新設された郡。1945年8月15日時点の江原道金化郡昌道面を中心とする地域。
1952年12月、金化郡昌道面・遠北面・金城面・通口面の全域及び韓国側と分断された任南面・近北面の大部分、遠東面の一部、楊口郡水入面の大部分をあわせて昌道郡が編成された（1邑36里）。

### 年表
この節の出典
- 1952年12月 - 郡面里統廃合により、江原道金化郡遠北面・金城面・通口面および昌道面・近東面・任南面・近北面・遠南面・遠東面の各一部、淮陽郡泗東面の一部、楊口郡水入面の一部地域をもって、昌道郡を設置。昌道郡に以下の邑・里が成立。(1邑53里)
  - 昌道邑・新創里・新豊里・堂峴里・法首里・城桃里・板橋里・大白里・鶴芳里・岐城里・杜木里・任南里・綿川里・塔距里・城山里・長県里・堂山里・桃花里・通口里・遠北里・泗東里・新成里・支石里・金山里・上板里・大井里・泉里・印佩里・占方里・烏川里・松巨里・文登里・金城里・初西里・水泰里・乾川里・栢峴里・光三里・科湖里・水洞里・九龍里・月峯里・榛峴里・芳通里・楓洞里・龍淵里・松室里・近東里・開野里・慶祥里・南屯里・栗沙里・芳坪里・漁雲里
- 1953年7月 - 停戦協定の発効により、軍事境界線の民間人統制区域に指定された江原道金化郡遠南面・遠東面の各一部を編入、南部の一部地域が韓国側の江原道金化郡に移管[2]。編入された部分は以下の里に当たる。(1邑57里)
  - 蘆洞里・竹垈里・細峴里・登大一里（下線部は一部）
- 1953年12月 - 南部の一部地域が軍事境界線の民間人統制区域に指定されたため、当該地域の里の再編を行う。(1邑42里)
  - 科湖里・漁雲里・水洞里が合併し、漁湖里が発足。
  - 九龍里・月峯里・楓洞里・榛峴里・芳通里が合併し、九峯里が発足。
  - 慶祥里・開野里・南屯里・蘆洞里・竹垈里が合併し、遠南里が発足。
  - 龍淵里・松室里・細峴里・登大一里が合併し、龍峴里が発足。
  - 芳坪里・栗沙里が合併し、遠東里が発足。
  - 光三里が近東里に編入。
- 1954年 (1邑22里)
  - 昌道邑・新創里・新豊里・堂峴里・法首里・鶴芳里・塔距里・城山里・遠北里・上板里・金城里・初西里・水泰里・乾川里・漁湖里・近東里・遠南里・遠東里・龍峴里・九峯里が新設の金化郡に編入。
  - 通口里が昌道邑に昇格。
- 1958年 - 桃花里の一部が長県里に編入。(1邑22里)
- 1961年 (1邑22里)
  - 泉里の一部が任南里に編入。
  - 印佩里の一部が泉里に編入。
- 1981年 - 占方里が鉄壁里に改称。(1邑22里)
- 1987年 (1邑31里)
  - 淮陽郡交州里・新洞里・新安里・九龍里・松浦里・楸田里、金剛郡山月里・曲山里を編入。
  - 淮陽郡鳴牛里および金剛郡化川里の一部が合併し、鳴牛里が発足。
- 2000年11月 (1邑16里) - 任南ダム建設に伴い役場を移転。
  - 烏川里・印佩里・大井里・綿川里・鉄壁里・松巨里・泉里・栢峴里・文登里（旧水入面）が金剛郡に編入。
  - 任南里・杜木里が金化郡上板里に編入。
  - 桃花里が長県里に編入。
  - 岐城里が新成里・城桃里に分割編入。
  - 昌道邑（旧）が堂山里・城桃里に分割編入。
  - 新安里・新洞里が合併し、昌道邑（新）が発足。